# 경주마케팅고등학교
경주마케팅고등학교(慶州마케팅高等學校)는 경상북도 경주시 산내면 의곡리에 있었던 공립 고등학교이다.

## 학교 연혁
- 1964년 11월 22일 : 산내중학교 설립 인가(3학급)
- 1965년 3월 15일 : 초대 손승목 교장 취임
- 1977년 12월 30일 : 산내종합고등학교 설립 인가(6학급)
- 1989년 11월 30일 : 본관 신축 공사 준공
- 1993년 12월 16일 : 산내상업고등학교로 교명 변경
- 2010년 3월 1일 : 경주마케팅고등학교로 교명 변경
- 2017년 3월 1일 : 제25대 박경희 교장 취임
- 2018년 2월 9일 : 고등학교 제38회 졸업식 10명(총 1,660명)
- 2019년 2월 28일 : 41년만에 폐교[1]

## 참고 자료
- 경주마케팅고등학교 - 한국교육학술정보원 학교알리미